# 苟堂镇
苟堂镇，是中华人民共和国河南省郑州市新密市下辖的一个乡镇级行政单位。

## 行政区划
苟堂镇下辖以下地区：
苟堂村、平山庵村、张寨村、关口村、张门村、石桥村、大磨岭村、樊沟村、靳寨村、小刘寨村、付砦村、石庙村、栗树岗村、九龙嘴村、劝门村、南土门村、玉皇庙村、孙家庄村、申门村、南方沟村、范堂沟村、付家门村、养老湾村和槐树岭村。